# Jonas de Gélieu
Jonas de Gélieu (Les Bayards, 21 augustus 1740 – Colombier, 17 oktober 1827) was een predikant en imker. Hij was afkomstig uit het Pruisisch vorstendom Neuchâtel, een land dat vanaf 1792 onder bescherming stond van de Zwitserse Confederatie van de XIII kantons.
In Zwitserland wordt hij genoemd de Bijenvader of Bienenvater.

## Levensloop
Hij was een zoon van predikant Jacques Gélieu en groeide op in Les Bayards, in de vallei Val-de-Travers. Na theologische studies aan de universiteit van Bazel en de Genève was hij toegelaten tot het ambt van predikant in Val-de-Travers. De toelating kwam van de beroepsgroep Vénérable Classe ou Compagnie des Pasteurs in Neuchâtel in 1760. 
Vanaf 1763 was hij predikant in Lignières. Daar startte hij een onderwijsinstelling voor jongemannen. In Lignières startte zijn carrière als bijenhouder. Hij eigende zich moderne kweekmethoden toe. Door zelfstudie werd hij gespecialiseerd in de bijenkweek, wat hem toeliet toe te treden tot een wetenschappelijke vakvereniging over bijenkweek. Hier verschenen zijn eerste geschriften. Hij werd lid van de Helvetische Gesellschaft für Naturwissenschaften.
Vanaf 1790 predikte Gélieu elders: in Colombier en Auvernier. In Colombier onderhield hij contacten met kringen rond Belle van Zuylen, die de Verlichtingsidealen hoog hielden. Zijn schoonvader Frêne en zijn voorganger David de Chaillet waren ook pro-Verlichting. Gélieu was het opvallend niet eens met deze politieke idealen. In 1793 nam hij zijn zus Salomé in huis, nadat deze Darmstadt had verlaten. 
Na het Napoleontisch bestuur keerden de Pruisen weer. In zijn huis ontving Gélieu keizer Frederik-Willem III en diens zoon Wilhelm, alsook later kroonprins Frederik-Willem.
In 1821 werd hij verlamd aan de rechter zijde door een beroerte; hij leerde schrijven met zijn linkerhand. Ten gevolge van een tweede beroerte overleed hij in 1827. 

## Werken
Meerdere van zijn brieven zijn bewaard in het Staatsarchief van Neuchâtel. Gélieu schreef daarnaast over kometen en het opstijgen van plantensap. Hij bracht antirevolutionaire pamfletten uit. De bekendste van zijn publicaties zijn deze in zijn hoedanigheid als imker:
- Le conservateur des abeilles, ou moyens éprouvés pour conserver les ruches et pour les renouveler (1816): leerboek over bijenkwekerij met een autobiografisch hoofdstuk. Het leverde hem de bijnaam Bienenvater op.
- Der wohlerfahrene Bienenvater (1817)
- Neuere Bienenzüchter, oder die Verbindung der Nutt’schen Art mit der früher gepflegten Methode (postuum, 1842)

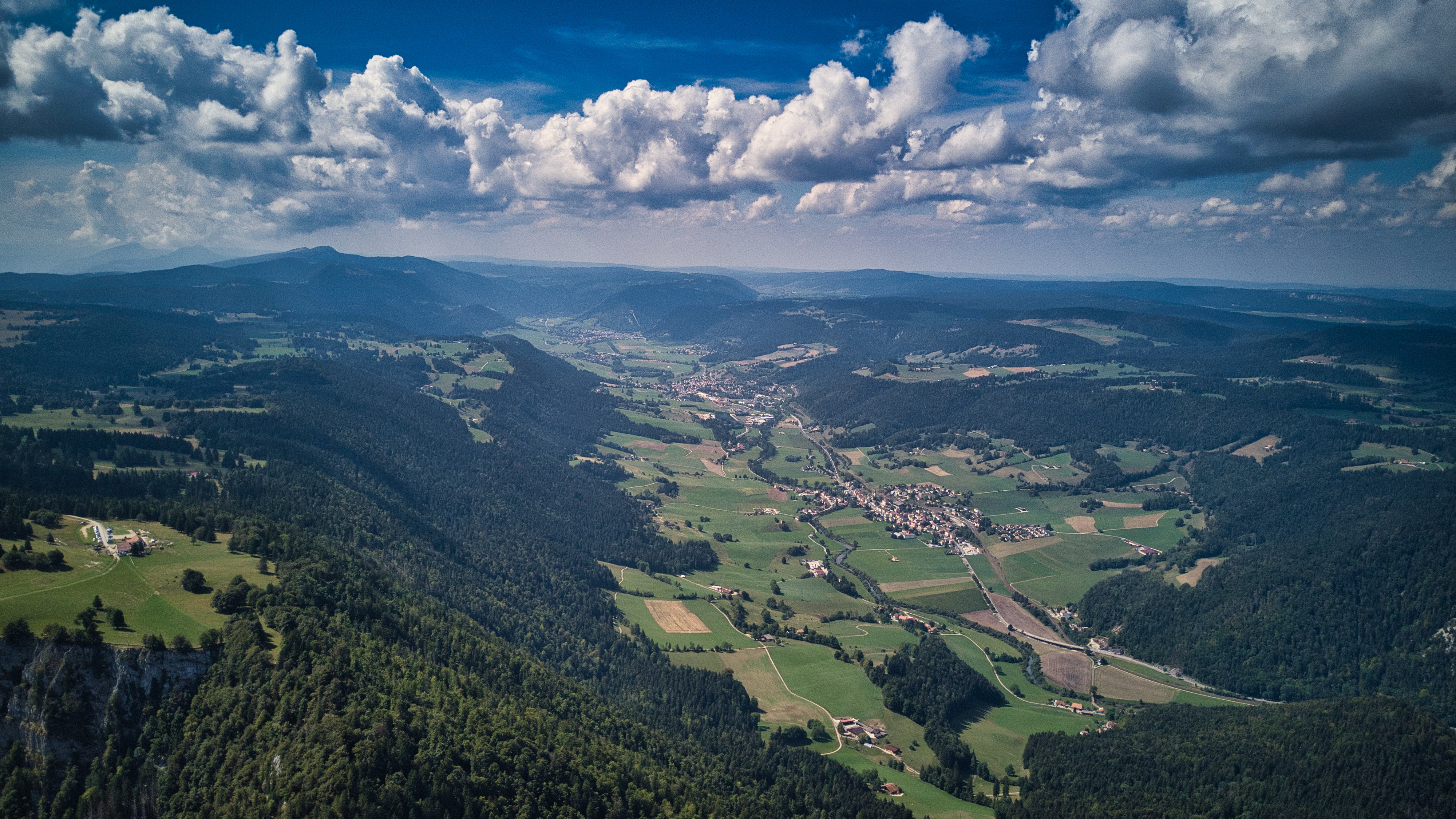
Vallei Val-de-Travers in kanton Neuchâtel

## Familie
In 1778 huwde Gélieu met Isabelle Frêne, dochter van dominee Théophile-Rémy Frêne uit Tavannes. Het echtpaar had elf kinderen. Verder zijn te vermelden uit zijn familie:
- Salomé de Gélieu (1742-1820), zus, pedagoge
- Esther de Gélieu (1757-1817), zus, pedagoge
- Isabelle de Gélieu (1779-1834), dochter, schrijfster gehuwd met Charles-Ferdinand Morel
- Bernard de Gélieu (1828-1907), kleinzoon, generaal in Pruisen